# کریس بالدرستون
کریس بالدرستون (انگلیسی: Chris Balderstone; ۱۶ نوامبر ۱۹۴۰ – ۶ مارس ۲۰۰۰) بازیکن فوتبال اهل بریتانیا بود.
از باشگاه‌هایی که در آن بازی کرده‌است می‌توان به باشگاه فوتبال هادرزفیلد تاون، باشگاه فوتبال کارلایل یونایتد، و باشگاه فوتبال دونکستر راورز اشاره کرد.